# زن جاه‌طلب
زن جاه‌طلب‌ نام یک کتاب ادبی است که توسط ویلیام تاکری، نویسندهٔ اهل انگلستان نوشته شده‌است. این کتاب یکی از آثار مشهور ادبی جهان است.